# Ivan Goi
Ivan Goi (Casalmaggiore, 29 febbraio 1980) è un pilota motociclistico italiano.
Tre volte vincitore del campionato italiano: nella classe Superstock 1000 nel 2010 e 2012 e nella classe Superbike nel 2014.

## Carriera
La sua carriera da professionista nel mondo del motociclismo ha avuto inizio nelle competizioni del campionato italiano Sport Production. Dopo l'esordio avvenuto nella categoria 125 SP, nel 1995 partecipa al campionato Italiano Velocità nella categoria 125 GP dove, in sella ad una Honda, conquista una vittoria nell'ultima gara di campionato disputata sul circuito del Mugello.
I risultati in ambito nazionale lo portano a esordire nelle gare del motomondiale nel 1996 nella classe 125, con una Honda del team Cepsa Effeuno Matteoni di Massimo Matteoni. In questa prima stagione giunge 2º in Olanda e 1º in Austria, e conclude 10º a fine stagione. Questa sua prima e unica vittoria nel campionato mondiale assunse anche una particolare rilevanza in quel momento: Goi divenne il pilota più giovane ad aver vinto un gran premio nel motomondiale, all'età di 16 anni e 157 giorni; questo record venne poi battuto da Marco Melandri nel 1998.
Nel 1997, restando sempre nella stessa classe, passa all'Aprilia, concludendo 18º senza però disputare tutti i gran premi a causa di incomprensioni con il team e degli scarsi risultati. Nel 1998 sale in sella all'Aprilia del team Vasco Rossi Racing, ed è 14º in classifica generale, senza però ottenere risultati di rilievo nei singoli Gran Premi. Nel motomondiale 1999 torna a competere su una Honda del team Matteoni Racing, concludendo 13º in classifica generale, con un 6º posto come miglior risultato nel Gran Premio di Imola. Nel 2000 passa al team Fomma, in sella ad una Honda 125 GP e giunge 10º in classifica generale, ottenendo dei piazzamenti a punti nel corso della stagione, senza però conquistare il podio.
Nel 2001 Goi è passato a competere nel campionato mondiale Supersport, sulla Honda CBR 600RR del team BKM Honda, concludendo una gara in zona punti, ma concludendo la stagione anzitempo a causa delle difficoltà di adattamento alla nuova categoria. Nel 2002 disputa una gara nella classe 125 GP del campionato italiano chiudendo in undicesima posizione. Nel 2003, dopo che nella stagione precedente corse due Gran Premi con un'Aprilia in sostituzione dell'infortunato Jaroslav Huleš, senza ottenere punti, viene ingaggiato dal team Tienne e, in sella ad una Yamaha YZF R6, giunge secondo nel campionato Italiano Velocità nella categoria Supersport. Nella medesima annata partecipa anche a tre GP del mondiale Supersport come wild card ottenendo un solo punto iridato. Nel 2004 partecipa al solo campionato Italiano Velocità, nella classe 600 Supersport, giungendo quinto in classifica generale. Nel 2005, in sella alla Yamaha R6 del team Bike Service, giunge 4º nella classifica del campionato Italiano Velocità della categoria 600 Supersport e partecipa anche a anche a 4 GP del mondiale Supersport come wild card, ottenendo un 9º posto in gara come miglior risultato.
Nel 2006 passa alla categoria Superstock 1000, giungendo 6º nel Campionato Italiano Velocità e partecipando come wildcard a due prove (4 gare) del campionato Mondiale Superbike con una Honda CBR1000RR del Emmebi Team, senza però guadagnare punti utili per la graduatoria mondiale. Nel 2007, 2008 e 2009 prosegue la sua partecipazione al campionato Italiano Velocità, senza però ottenere risultati particolarmente rilevanti e classificandosi rispettivamente 10º, 15º e di nuovo 10º in classifica generale.
Nel 2010 trova un accordo per partecipare al campionato Italiano Velocità nella categoria Superstock 1000, su un'Aprilia RSV4. In sella alla moto preparata dal team Ecodem ottiene la vittoria alla prima gara della stagione e si laurea campione italiano a fine stagione. Con lo stesso team prende parte al campionato Europeo di categoria, svoltosi in gara unica ad Albacete, dove chiude al sesto posto. Nel 2012, dopo un altro anno sempre in sella all'Aprilia del team Ecodem nella categoria Superbike, concluso al 10º posto della classifica generale, passa alla guida della Ducati Panigale 1199 del team Barni. Ad Imola, nella seconda tappa del campionato Italiano Velocità, categoria Stock 1000, regala alla marca bolognese il primo successo per la nuova 1199 Panigale, ottenendo, contestualmente, anche la testa della classifica del campionato. Nel corso del campionato ottiene altre due vittorie, complessivamente sale sul podio in sei occasioni su otto manche ed il 13 ottobre, a Vallelunga, si laurea nuovamente campione italiano della categoria Stock 1000.
Nel 2013 partecipa alla categoria Superbike del CIV, sempre in sella alla Ducati del team Barni, conquistando complessivamente, 6 piazzamenti sul podio e concludendo il campionato al 4º posto. Nel 2014 partecipa nuovamente alla categoria Superbike del CIV, confermato in sella ad una Ducati del team Barni, conquistando all'ultima gara il titolo di categoria. Contestualmente al campionato italiano, partecipa a due gran premi del mondiale Superbike, in sella ad una Ducati 1199 Panigale in configurazione EVO, gestita dal team Barni. Ottiene i primi punti iridati nel mondiale per le derivate di serie, chiudendo la classifica generale al ventinovesimo posto. Nel biennio 2015-2016 disputa nuovamente il campionato italiano Superbike, con Ducati e Barni, classificandosi terzo e ottavo rispettivamente.
Nel 2017 rimane nel campionato italiano Superbike passando al team DMR Racing alla guida di una BMW S1000RR con cui raccoglie sessantadue punti classificandosi al decimo posto.

## Risultati in gara

### Motomondiale
| 1996 | Classe | Moto  |    |    |    |    |   |    |   |    |    |   |   |   |   |     |   |  | Punti | Pos. |
| ---- | ------ | ----- | -- | -- | -- | -- | - | -- | - | -- | -- | - | - | - | - | --- | - |  | ----- | ---- |
| 1996 | 125    | Honda | 16 | 13 | 19 | 10 | 8 | 12 | 2 | 10 | 12 | 1 | 9 | 7 | 9 | Rit | 5 |  | 110   | 10º  |

| 1997 | Classe | Moto    |    |    |    |    |    |    |    |     |    |    |    |     |  |  |  |  | Punti | Pos. |
| ---- | ------ | ------- | -- | -- | -- | -- | -- | -- | -- | --- | -- | -- | -- | --- |  |  |  |  | ----- | ---- |
| 1997 | 125    | Aprilia | 13 | 14 | 11 | 13 | 12 | 16 | 15 | Rit | 13 | 18 | 17 | Rit |  |  |  |  | 21    | 18º  |

| 1998 | Classe | Moto    |    |    |     |    |   |     |    |    |    |   |    |    |    |    |  |  | Punti | Pos. |
| ---- | ------ | ------- | -- | -- | --- | -- | - | --- | -- | -- | -- | - | -- | -- | -- | -- |  |  | ----- | ---- |
| 1998 | 125    | Aprilia | 15 | 15 | Rit | 13 | 9 | Rit | 14 | 10 | 11 | 9 | 10 | 11 | 11 | 11 |  |  | 53    | 14º  |

| 1999 | Classe | Moto  |   |    |    |     |    |    |    |    |    |    |   |     |    |     |    |   | Punti | Pos. |
| ---- | ------ | ----- | - | -- | -- | --- | -- | -- | -- | -- | -- | -- | - | --- | -- | --- | -- | - | ----- | ---- |
| 1999 | 125    | Honda | 8 | 14 | 11 | Rit | 15 | 15 | 11 | 11 | 12 | 11 | 6 | Rit | 14 | Rit | 11 | 8 | 61    | 13º  |

| 2000 | Classe | Moto  |   |    |   |   |   |    |    |   |     |   |    |   |     |    |   |   | Punti | Pos. |
| ---- | ------ | ----- | - | -- | - | - | - | -- | -- | - | --- | - | -- | - | --- | -- | - | - | ----- | ---- |
| 2000 | 125    | Honda | 8 | 10 | 6 | 7 | 6 | 13 | 11 | 8 | Rit | 6 | 10 | 6 | Rit | 12 | 5 | 8 | 108   | 10º  |

| 2002 | Classe | Moto    |  |  |  |  |  |  |  |    |    |  |  |  |  |  |  |  | Punti | Pos. |
| ---- | ------ | ------- |  |  |  |  |  |  |  | -- | -- |  |  |  |  |  |  |  | ----- | ---- |
| 2002 | 125    | Aprilia |  |  |  |  |  |  |  | 19 | 24 |  |  |  |  |  |  |  | 0     |      |

| Legenda | 1º posto        | 2º posto            | 3º posto            | A punti      | Senza punti        | Grassetto – Pole position Corsivo – Giro più veloce |
| Legenda | Gara non valida | Non qual./Non part. | Ritirato/Non class. | Squalificato | '-' Dato non disp. | Grassetto – Pole position Corsivo – Giro più veloce |

### Campionato mondiale Supersport
| 2001 | Moto  |    |   |    |  |  |  |  |  |  |  |  |  | Punti | Pos. |
| ---- | ----- | -- | - | -- |  |  |  |  |  |  |  |  |  | ----- | ---- |
| 2001 | Honda | 23 | 9 | 20 |  |  |  |  |  |  |  |  |  | 7     | 25º  |

| 2003 | Moto   |  |  |  |    |  |  |    |  |  |     |  |  | Punti | Pos. |
| ---- | ------ |  |  |  | -- |  |  | -- |  |  | --- |  |  | ----- | ---- |
| 2003 | Yamaha |  |  |  | 18 |  |  | 15 |  |  | Rit |  |  | 1     | 36º  |

| 2005 | Moto   |  |  |  |   |  |    |  |  |  |  |     |    | Punti | Pos. |
| ---- | ------ |  |  |  | - |  | -- |  |  |  |  | --- | -- | ----- | ---- |
| 2005 | Yamaha |  |  |  | 9 |  | 16 |  |  |  |  | Rit | 13 | 10    | 24º  |

| Legenda | 1º posto        | 2º posto            | 3º posto           | A punti      | Senza punti        | Grassetto – Pole position Corsivo – Giro più veloce |
| Legenda | Gara non valida | Non qual./Non part. | Ritirato/Non class | Squalificato | '-' Dato non disp. | Grassetto – Pole position Corsivo – Giro più veloce |

### Campionato mondiale Superbike
| 2006 | Moto  |  |  |  |  |  |  |  |  |  |  |  |  |  |  |  |  |  |  |  |  |     |    |    |     |  |  |  |  | Punti | Pos. |
| ---- | ----- |  |  |  |  |  |  |  |  |  |  |  |  |  |  |  |  |  |  |  |  | --- | -- | -- | --- |  |  |  |  | ----- | ---- |
| 2006 | Honda |  |  |  |  |  |  |  |  |  |  |  |  |  |  |  |  |  |  |  |  | Rit | 19 | 19 | Rit |  |  |  |  | 0     |      |

| 2014 | Moto   |  |  |  |  |  |  |     |    |  |  |  |  |    |    |  |  |  |  |  |  |  |  |  |  |  |  |  |  | Punti | Pos. |
| ---- | ------ |  |  |  |  |  |  | --- | -- |  |  |  |  | -- | -- |  |  |  |  |  |  |  |  |  |  |  |  |  |  | ----- | ---- |
| 2014 | Ducati |  |  |  |  |  |  | Rit | NP |  |  |  |  | 14 | 13 |  |  |  |  |  |  |  |  |  |  |  |  |  |  | 5     | 29º  |

| Legenda | 1º posto        | 2º posto            | 3º posto           | A punti      | Senza punti        | Grassetto – Pole position Corsivo – Giro più veloce |
| Legenda | Gara non valida | Non qual./Non part. | Ritirato/Non class | Squalificato | '-' Dato non disp. | Grassetto – Pole position Corsivo – Giro più veloce |